# أحمد أباد اعتماد الدولة
أحمد أباد اعتماد الدولة هي قرية في مقاطعة ساوجبلاغ، إيران. عدد سكان هذه القرية هو 301 في سنة 2006.